# پانماه موزتاغ

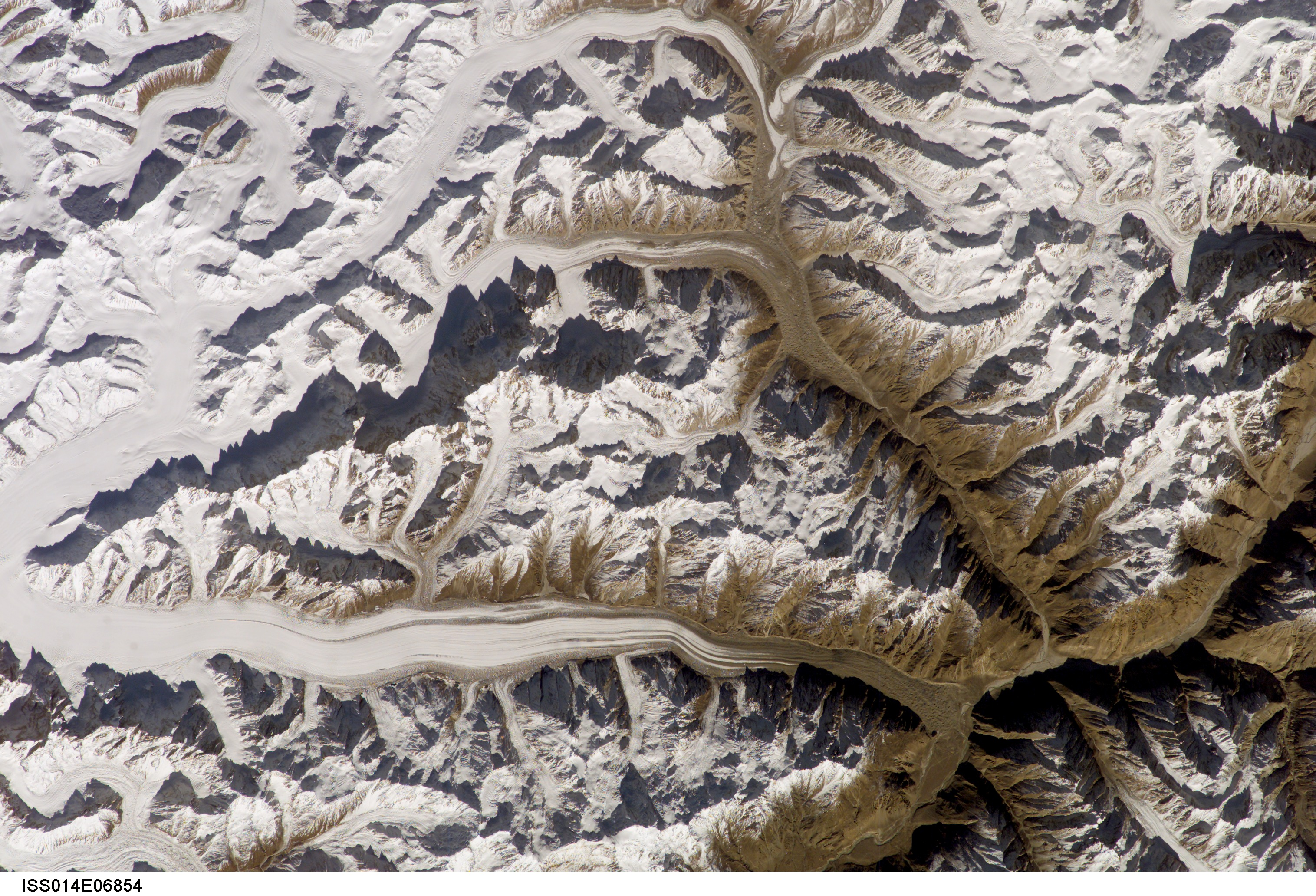
پانماه موزتاغ از فراز یخچال بیافو: گروه لیتوک (چپ میانه) و اوگره (چپ دور)

پانماه موزتاغ  (موزتاغ به معنی کوه یخی) (انگلیسی: Panmah Muztagh) زیررشته‌ای از رشته‌کوه قره‌قروم است که در بخش شگر در گلگت-بلتستان پاکستان قرار دارد. بلندترین قله‌های این رشته‌کوه به بلندی قله‌های مهم قره‌قروم نیست ولی بر خلاف قله‌های موجود در زیررشته‌های پیرامون آن، شیب بسیار زیاد و قله صخره‌ای دارند؛ به‌ویژه صعود باینتها براک (۷٬۲۸۵ متر) که بلندترین قله پانماه است بسیار دشوار بوده و تا کنون فقط دو بار صعود شده‌است. صعود به قله‌های گروه لیتوک که در نزدیکی آن قرار گرفته نیز بسیار دشوار است. هر دو این گروه قله‌ها در سمت شمالی یخچال طویل بیافو قرار دارند.

## قله‌های مهم
| کوه                   | ارتفاع (متر) | ارتفاع (پا) | مختصات جغرافیایی                                              | ارتفاع نسبی (متر) | کوه اصلی      | نخستین صعود | صعودها (تلاش‌ها) |
| --------------------- | ------------ | ----------- | ------------------------------------------------------------- | ----------------- | ------------- | ----------- | --------------- |
| باینتها براک          | ۷٬۲۸۵        | ۲۳٬۹۰۱      | ۳۵°۵۶′۵۱″ شمالی ۷۵°۴۵′۱۲″ شرقی / ۳۵٫۹۴۷۵۰°شمالی ۷۵٫۷۵۳۳۳°شرقی | ۱٬۸۹۱             | Distaghil Sar | ۱۹۷۷        | ۳ (۱۴)          |
| لیتوک ۱ (لیتوک مرکزی) | ۷٬۱۵۱        | ۲۳٬۴۶۱      | ۳۵°۵۵′۴۱″ شمالی ۷۵°۴۹′۲۱″ شرقی / ۳۵٫۹۲۸۰۶°شمالی ۷۵٫۸۲۲۵۰°شرقی | ۱٬۴۷۵             | Baintha Brakk | ۱۹۷۹        | ???             |
| لیتوک ۲ (لیتوک غربی)  | ۷٬۱۰۸        | ۲۳٬۳۲۰      | ۳۵°۵۵′۱۲″ شمالی ۷۵°۴۸′۰۹″ شرقی / ۳۵٫۹۲۰۰۰°شمالی ۷۵٫۸۰۲۵۰°شرقی | ۴۰۰               | لیتوک ۱       | ۱۹۷۷        | ???             |
| لیتوک ۳ (لیتوک شرقی)  | ۶٬۹۴۹        | ۲۲٬۷۹۸      | ۳۵°۵۵′۱۲″ شمالی ۷۵°۵۰′۲۳″ شرقی / ۳۵٫۹۲۰۰۰°شمالی ۷۵٫۸۳۹۷۲°شرقی | ۶۵۰               | لیتوک ۱       | ۱۹۷۹        | ???             |